# Кавалерійська бригада
Кавалерійська бригада (кбр) — оперативно-тактичне з'єднання в кавалерії армій багатьох країн з 19 ст. до середини 20 століття. Існували кавалерійські бригади, що входили до складу кавалерійських дивізій, і окремі кавалерійські бригади.
Кавалерійські дивізії і окрема кавалерійська бригада являли собою армійську (стратегічну) кінноту.
В Радянській Росії у лютому 1919 наказом РВСР введений в дію штат окремої кавалерійської бригади, в якій налічувалося 2603 чол. і 2839 коней. Вона складалася з: управління і двох кавалерійських полків.
На відміну від кавалерійської бригади, яка перебувала в складі кавалерійської дивізії, окрема кавалерійська бригада мала штатну кінно-артилерійську батарею (4 гармати), а іноді кінно-артилерійській дивізіон.